# ریسی پوری-لین
ریسی پوری-لین (انگلیسی: Risi Pouri-Lane؛ زادهٔ ۲۸ مهٔ ۲۰۰۰) بازیکن راگبی ۷ نفره زن اهل نیوزیلند است.
وی در مسابقات کشوری و بین‌المللی در مجموع برندهٔ ۲ مدال طلا شده‌است.